# Maximilian Gereon von Galen

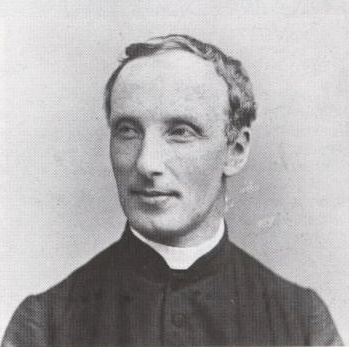
Maximilian Gereon Graf von Galen

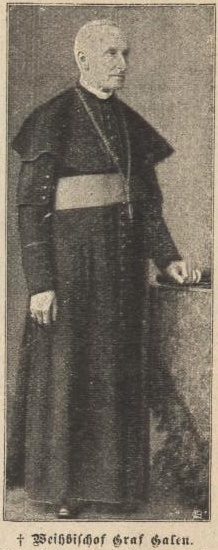
Maximilian Gereon Graf von Galen

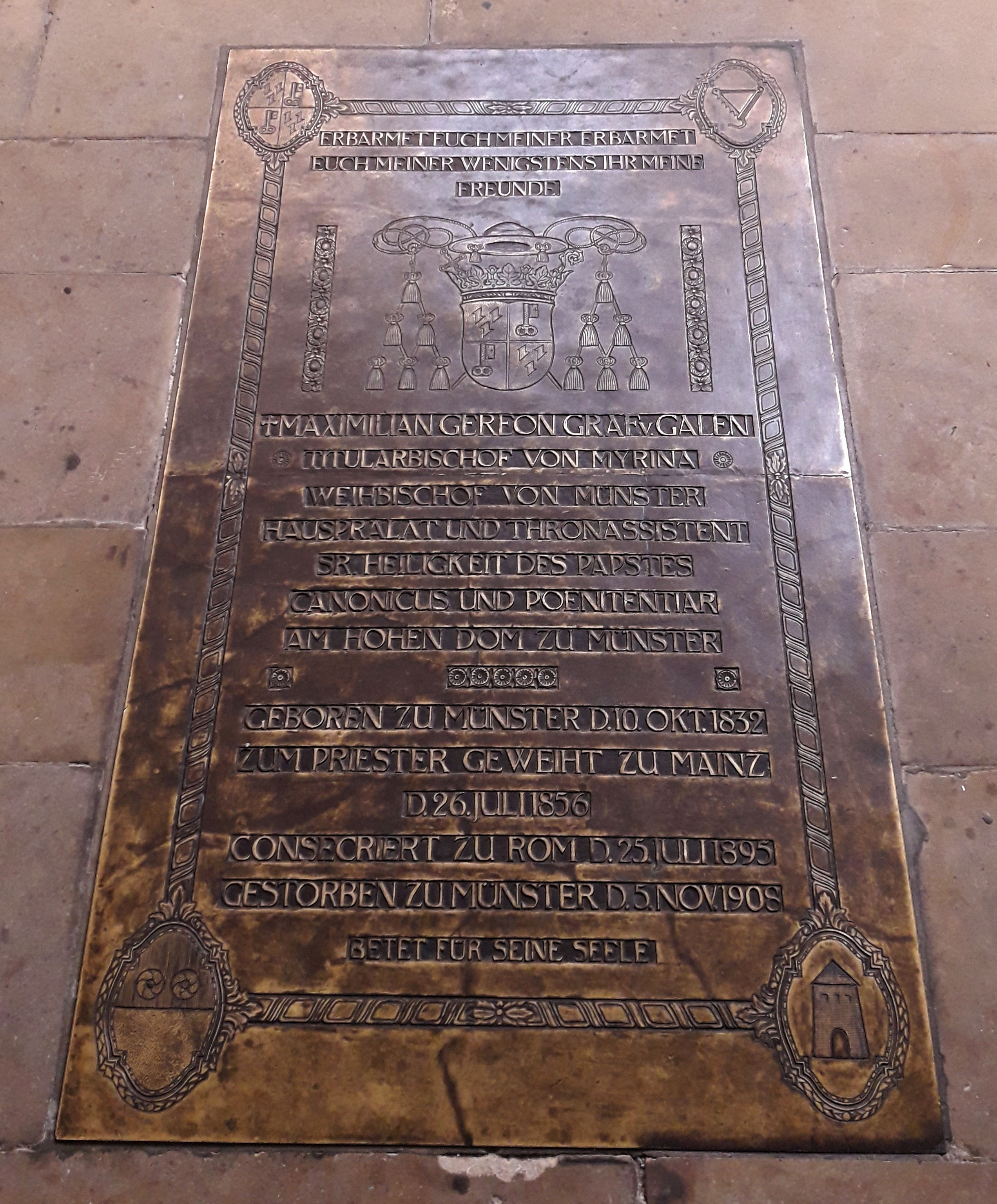
Grab des Maximilian Gereon von Galen in der Maximuskapelle des Domes zu Münster/Westfalen, Deutschland

Graf Maximilian Gereon von Galen (* 10. Oktober 1832 in Münster; † 5. November 1908 ebenda) war ein deutscher römisch-katholischer Theologe und Weihbischof im Bistum Münster.

## Jugend und Ausbildung
Maximilian Gereon Graf von Galen entstammte dem Adelsgeschlecht Galen und war das fünfte von 13 Kindern des Erbkämmerers des Hochstifts Münster Johann Matthias von Galen und seiner Ehefrau Anna, geborene Freiin von Ketteler. Er wuchs auf Haus Assen bei Lippborg und Burg Dinklage auf. Er besuchte die Rheinische Ritterakademie in Bedburg und das Gymnasium Paulinum (Münster), wo er 1851 das Abitur ablegte. Zunächst studierte er Jura an der Katholischen Universität Löwen und an der Universität Bonn. Nach einem Jahr wandte er sich dem Studium der Theologie zu, das er im Priesterseminar von Mainz absolvierte. Dort wurde er von seinem Onkel, Bischof Wilhelm Emmanuel Freiherr von Ketteler, am 26. Juli 1856 zum Priester geweiht.

## Geistliche Laufbahn
Seine erste Tätigkeit war die eines bischöflichen Kaplans und Sekretärs seines Onkels. 1859 wurde er Professor für Moraltheologie und Liturgik im Mainzer Priesterseminar und dort 1864 Subregens. Gleichzeitig war er im Seminar Dozent für Neues Testament. 1862 wurde er in Rom zum Doktor der Theologie und Philosophie promoviert. 1869 übernahm er das Amt eines Spirituals am Gymnasialkonvikt in Dieburg und wurde 1872 Administrator und 1874 Pfarrer der Pfarrei St. Christoph in Mainz. Während des Kulturkampfs und danach wurde er 1877 in Mainz und 1898 sowohl in Limburg als auch in Osnabrück von den Domkapiteln als Bischofskandidat aufgestellt, wegen seiner staatlicherseits als „ultramontan“ bezeichneten, streng kirchentreuen Einstellung, aber jeweils von der preußischen bzw. hessisch-darmstädtischen Regierung abgelehnt. 1884 ernannte ihn der Bischof zum Domkapitular. 1894 übernahm er in Münster die Leitung des neu errichteten Agnesstifts für Ladengehilfinnen.

## Weihbischof
Am 16. Juli 1895 wurde er von Papst Leo XIII. zum Weihbischof in Münster und zum Titularbischof von Myrina ernannt. Die Bischofsweihe erfolgte wegen des andauernden preußischen Misstrauens am 25. Juli 1895 am Collegium Germanicum et Hungaricum in Rom durch den Kardinalbischof von Frascati, Serafino Vannutelli. Mitkonsekratoren waren Kurienerzbischof Giovanni Ponzi und der Apostolische Vikar von Madagaskar, Jean-Baptiste Cazet SJ.
Als Weihbischof unternahm Maximilian Gereon von Galen im Auftrag seines Diözesanbischofs Hermann Jakob Dingelstad viele Firmungs- und Visitationsreisen im Bistum Münster und weihte Kirchen und Altäre. Von 1904 bis 1906 war sein Neffe Clemens August Graf von Galen, der spätere „Löwe von Münster“, sein Kaplan und Sekretär. Bestattet wurde Maximilian Gereon Graf von Galen in einer Kapelle des Chorumgangs des Münsteraner Paulusdoms.

## Ehrungen
- 1857 Päpstlicher Geheimkämmerer (Monsignore)
- 1890 Geistlicher Rat
- 1906 Päpstlicher Thronassistent durch Pius X.

## Eigene Veröffentlichung
- Der hl. Josef. Vorbild der christlichen Stände und Patron der Diözese. Mainz 1872, 2. Auflage 1887